# 6505 Muzzio
6505 Muzzio là một tiểu hành tinh vành đai chính với chu kỳ quỹ đạo là 2089.1307922 ngày (5.72 năm).
Nó được phát hiện ngày 3 tháng 1 năm 1976.